# Пісняр санта-лусійський
Пісняр санта-лусійський (Leucopeza semperi) — вид горобцеподібних птахів родини піснярових (Parulidae). Знаходиться на межі вимирання, а можливо і вимер.

## Назва
Біноміальна назва вшановує преподобного Джона Е. Земпера, орнітолога-любителя, який жив на Сент-Люсії, і забрав у 1970-х роках типовий зразок.

## Поширення
Ендемік острова Сент-Люсія (Малі Антильські острови). Мешкає в непорушеному підліску нижніх гірських тропічних лісів та ельфійських лісів.
У 19 столітті він був досить поширений на острові. Проте, до 1920-х років став досить рідкісним. Останнє достовірне спостереження було в 1961 році. Хоча непідтверджені спостереження були в 1965, 1972, 1989, 1995 і 2003 роках, є слабка надія на повторне відкриття, оскільки придатне середовище існування все ще залишається. Причиною його зникнення, ймовірно, була інтродукція мангустів. Через те, що він, можливо, гніздився на землі, він був легкою здобиччю для мангустів.

## Опис
Цей вид мав довжину приблизно 14,5 см. Оперення дорослих темно-сіре зверху і сірувато-біле знизу; довгі ноги були блідо-жовті. Незрілі екземпляри мали коричнево-сірий верх і коричневих низ.